# Ao Tanaka
Ao Tanaka (田中碧?, Tanaka Ao; Kawasaki, 10 settembre 1998) è un calciatore giapponese, centrocampista del Leeds Utd e della nazionale giapponese.

## Biografia
Ha iniziato a praticare il calcio quando era molto piccolo, strinse amicizia con Kaoru Mitoma il quale era suo compagno di scuola alle elementari nell'istituto Saginuma Elementary School, che poi sarà suo compagno di squadra sia nel professionismo nella J1 League che nella nazionale del Giappone. È di fede cristiana ed è fidanzato con Airi Suzuki.

## Caratteristiche tecniche
Attaccante di piede destro, che può ricoprire sia il ruolo di mediano che di centrale. Fisicamente resistente, è abile nel saper rubare palla all'avversario, è bravo nel saper portare avanti l'offensiva riuscendo a prevalere nell'uno-contro-uno, e anche con i suoi passaggi veloci, inoltre sa dare il suo contributo pure nel reparto difensivo. Con la sua precisione di tiro, è in grado di segnare calciando anche da fuori area.

## Carriera

### Club

#### Kawasaki Frontale
Il suo debutto nel cacio professionistico avviene con la maglia del Kawasaki Frontale, nell'edizione 2018 della J1 League, il campionato giapponese, che sarà vinto proprio dal Kawasaki Frontale, segna la sua prima rete nell'esordio contro il Consadole Sapporo infatti entrerà in partita negli ultimi minuti del secondo tempo e sarà autore del gol 7-0. Giocherà nell'edizione 2019 della AFC Champions League segnando una rete prevalendo per 4-0 contro il Sydney FC. Tanaka e il Kawasaki Frontale si aggiudicano la vittoria della J1 League anche nell'edizione 2020, segnando cinque reti, tra cui una doppietta nella vittoria per 5-1 contro il Sanfrecce Hiroshima, e aprirà le marcature vincendo per 3-2 contro lo Yokohama FC. Il Kawasaki Frontale vincerà l'edizione 2020 della Coppa dell'Imperatore, Tanaka segnerà in semifinale il gol del 2-0 ai danni del Blaublitz Akita.

#### Fortuna Düsseldorf e Leeds Utd
Nel 2021 viene ceduto in prestito al Fortuna Düsseldorf, entra in campo per la prima volta nel pareggio per 2-2 contro l'Holstein Kiel, e segna una rete battendo per 3-0 il Hansa Rostock. Viene poi riscattato a fine stagione per 1 milione di €. Nell'edizione 2023-2024 del campionato di seconda divisione Tanaka segna il gol del 4-1 sconfiggendo l'Eintracht Braunschweig, realizza una rete anche nel successo per 5-0 contro il Norimberga, riesce a segnare una doppietta nella vittoria in rimonta per 4-3 contro il Kaiserslautern.
Il 30 agosto 2024 viene acquistato dal Leeds Utd.Vince il campionato di seconda divisione dove Tanaka segna la rete del 3-0 battendo lo Sheffield Wednesday, realizza un gol battendo lo Sheffield United per 3-1, sigla la rete del 2-0 vincendo ai danni del Millwall, l'ultimo gol lo segna nella vittoria per 4-0 contro il Bristol City.

### Nazionale
Nel 2019 ottiene la convocazione nella Nazionale Giapponese Under-22, in una partita amichevole contro il Brasile Under-23 Tanaka fornirà un assist vincente al suo compagno Yūta Nakayama oltre a segnare una doppietta, vincendo per 3-2. Giocherà con la Nazionale Under-23, alla Coppa d'Asia Under-23 dove il Giappone viene eliminato nel suo girone con un bilancio di due sconfitte e un pareggio.
Ottiene la convocazione in Nazionale Olimpica ai Giochi di Tokyo, nella prima gara vincendo contro il Sudafrica grazie a un passaggio di Tanaka, Takefusa Kubo segna la rete del 1-0.
Viene convocato per la prima volta in nazionale maggiore nell'edizione 2019 della Coppa d'Asia orientale nella partita vinta per 5-0 contro Hong Kong. Il 12 ottobre 2021 segnerà la sua prima rete in nazionale battendo per 2-1 l'Australia. La sua seconda rete in nazionale riesce a segnarla in un'amichevole con il gol 4-1 vincendo contro il Paraguay.
Gioca nel mondiale di calcio, Qatar 2022 dove nella partita che dava il Giappone per sfavorita, segna il gol del 2-1 ottenendo la prima storica vittoria contro la Spagna.

## Statistiche

### Presenze e reti nei club
Statistiche aggiornate al 2 agosto 2022.
| Stagione                  | Club                      | Campionato                | Campionato | Campionato | Coppe nazionali | Coppe nazionali | Coppe nazionali | Coppe continentali | Coppe continentali | Coppe continentali | Supercoppe | Supercoppe | Supercoppe | Totale | Totale |
| Stagione                  | Club                      | Comp                      | Pres       | Reti       | Comp            | Pres            | Reti            | Comp               | Pres               | Reti               | Comp       | Pres       | Reti       | Pres   | Reti   |
| ------------------------- | ------------------------- | ------------------------- | ---------- | ---------- | --------------- | --------------- | --------------- | ------------------ | ------------------ | ------------------ | ---------- | ---------- | ---------- | ------ | ------ |
| 2017                      | Kawasaki Frontale         | J1                        | 0          | 0          | CdL+CI          | 0               | 0               | ACL                | 0                  | 0                  | -          | -          | -          | 0      | 0      |
| 2018                      | Kawasaki Frontale         | J1                        | 4          | 1          | CdL+CI          | 0               | 0               | ACL                | 0                  | 0                  | SJ         | 0          | 0          | 4      | 1      |
| 2019                      | Kawasaki Frontale         | J1                        | 24         | 1          | CdL+CI          | 1+1             | 0               | ACL                | 4                  | 1                  | SJ         | 1          | 0          | 31     | 2      |
| 2020                      | Kawasaki Frontale         | J1                        | 31         | 5          | CdL+CI          | 5+2             | 0+1             | -                  | -                  | -                  | -          | -          | -          | 38     | 6      |
| gen.-giu. 2021            | Kawasaki Frontale         | J1                        | 20         | 1          | -               | -               | -               | -                  | -                  | -                  | SJ         | 1          | 0          | 21     | 1      |
| Totale Kawasaki Frontale  | Totale Kawasaki Frontale  | Totale Kawasaki Frontale  | 79         | 8          |                 | 9               | 1               |                    | 4                  | 1                  |            | 2          | 0          | 94     | 10     |
| 2021-2022                 | Fortuna Düsseldorf        | 2.BL                      | 29         | 1          | CG              | 1               | 0               | -                  | -                  | -                  | -          | -          | -          | 30     | 1      |
| 2022-2023                 | Fortuna Düsseldorf        | 2.BL                      | 13         | 1          | CG              | 2               | 0               | -                  | -                  | -                  | -          | -          | -          | 15     | 1      |
| Totale Fortuna Düsseldorf | Totale Fortuna Düsseldorf | Totale Fortuna Düsseldorf | 42         | 2          |                 | 3               | 0               |                    | -                  | -                  |            | -          | -          | 45     | 2      |
| Totale carriera           | Totale carriera           | Totale carriera           | 121        | 10         |                 | 12              | 1               |                    | 4                  | 1                  |            | 2          | 0          | 139    | 12     |

### Cronologia presenze e reti in nazionale
| Cronologia completa delle presenze e delle reti in nazionale ― Giappone | Cronologia completa delle presenze e delle reti in nazionale ― Giappone | Cronologia completa delle presenze e delle reti in nazionale ― Giappone | Cronologia completa delle presenze e delle reti in nazionale ― Giappone | Cronologia completa delle presenze e delle reti in nazionale ― Giappone | Cronologia completa delle presenze e delle reti in nazionale ― Giappone | Cronologia completa delle presenze e delle reti in nazionale ― Giappone | Cronologia completa delle presenze e delle reti in nazionale ― Giappone |
| Data                                                                    | Città                                                                   | In casa                                                                 | Risultato                                                               | Ospiti                                                                  | Competizione                                                            | Reti                                                                    | Note                                                                    |
| ----------------------------------------------------------------------- | ----------------------------------------------------------------------- | ----------------------------------------------------------------------- | ----------------------------------------------------------------------- | ----------------------------------------------------------------------- | ----------------------------------------------------------------------- | ----------------------------------------------------------------------- | ----------------------------------------------------------------------- |
| 14-12-2019                                                              | Busan                                                                   | Giappone                                                                | 5 – 0                                                                   | Hong Kong                                                               | Coppa dell'Asia orientale 2019                                          | -                                                                       | 67’                                                                     |
| 18-12-2019                                                              | Busan                                                                   | Corea del Sud                                                           | 1 – 0                                                                   | Giappone                                                                | Coppa dell'Asia orientale 2019                                          | -                                                                       |                                                                         |
| 12-10-2021                                                              | Saitama                                                                 | Giappone                                                                | 2 – 1                                                                   | Australia                                                               | Qual. Mondiali 2022                                                     | 1                                                                       |                                                                         |
| 11-11-2021                                                              | Hanoi                                                                   | Vietnam                                                                 | 0 – 1                                                                   | Giappone                                                                | Qual. Mondiali 2022                                                     | -                                                                       | 75’                                                                     |
| 16-11-2021                                                              | Mascate                                                                 | Oman                                                                    | 0 – 1                                                                   | Giappone                                                                | Qual. Mondiali 2022                                                     | -                                                                       |                                                                         |
| 27-1-2022                                                               | Saitama                                                                 | Giappone                                                                | 2 – 0                                                                   | Cina                                                                    | Qual. Mondiali 2022                                                     | -                                                                       |                                                                         |
| 1-2-2022                                                                | Saitama                                                                 | Giappone                                                                | 2 – 0                                                                   | Arabia Saudita                                                          | Qual. Mondiali 2022                                                     | -                                                                       |                                                                         |
| 24-3-2022                                                               | Sydney                                                                  | Australia                                                               | 0 – 2                                                                   | Giappone                                                                | Qual. Mondiali 2022                                                     | -                                                                       | 84’                                                                     |
| 29-3-2022                                                               | Saitama                                                                 | Giappone                                                                | 1 – 1                                                                   | Vietnam                                                                 | Qual. Mondiali 2022                                                     | -                                                                       | 62’                                                                     |
| 2-6-2022                                                                | Sapporo                                                                 | Giappone                                                                | 4 – 1                                                                   | Paraguay                                                                | Amichevole                                                              | 1                                                                       | 62’                                                                     |
| 6-6-2022                                                                | Tokyo                                                                   | Giappone                                                                | 0 – 1                                                                   | Brasile                                                                 | Amichevole                                                              | -                                                                       | 81’                                                                     |
| 10-6-2022                                                               | Kobe                                                                    | Giappone                                                                | 4 – 1                                                                   | Ghana                                                                   | Amichevole                                                              | -                                                                       | 69’                                                                     |
| 14-6-2022                                                               | Suita                                                                   | Giappone                                                                | 0 – 3                                                                   | Tunisia                                                                 | Amichevole                                                              | -                                                                       | 46’                                                                     |
| 27-9-2022                                                               | Düsseldorf                                                              | Giappone                                                                | 0 – 0                                                                   | Ecuador                                                                 | Amichevole                                                              | -                                                                       |                                                                         |
| 17-11-2022                                                              | Dubai                                                                   | Giappone                                                                | 1 – 2                                                                   | Canada                                                                  | Amichevole                                                              | -                                                                       | 67’                                                                     |
| 23-11-2022                                                              | Al Rayyan                                                               | Germania                                                                | 1 – 2                                                                   | Giappone                                                                | Mondiali 2022 - 1º turno                                                | -                                                                       |                                                                         |
| 1-12-2022                                                               | Al Rayyan                                                               | Giappone                                                                | 2 – 1                                                                   | Spagna                                                                  | Mondiali 2022 - 1º turno                                                | 1                                                                       | 87’                                                                     |
| 5-12-2022                                                               | Al Wakrah                                                               | Giappone                                                                | 1 – 1 dts (1 – 3 dtr)                                                   | Croazia                                                                 | Mondiali 2022 - Ottavi di finale                                        | -                                                                       | 106’                                                                    |
| 24-3-2023                                                               | Tokyo                                                                   | Giappone                                                                | 1 – 1                                                                   | Uruguay                                                                 | Amichevole                                                              | -                                                                       | 74’                                                                     |
| 9-9-2023                                                                | Wolfsburg                                                               | Germania                                                                | 1 – 4                                                                   | Giappone                                                                | Amichevole                                                              | 1                                                                       | 75’                                                                     |
| 12-9-2023                                                               | Genk                                                                    | Giappone                                                                | 4 – 2                                                                   | Turchia                                                                 | Amichevole                                                              | -                                                                       | cap.                                                                    |
| 13-10-2023                                                              | Niigata                                                                 | Giappone                                                                | 4 – 1                                                                   | Canada                                                                  | Amichevole                                                              | 2                                                                       | 72’                                                                     |
| 16-11-2023                                                              | Suita                                                                   | Giappone                                                                | 5 – 0                                                                   | Birmania                                                                | Qual. Mondiali 2026                                                     | -                                                                       |                                                                         |
| 21-11-2023                                                              | Gedda                                                                   | Siria                                                                   | 0 – 5                                                                   | Giappone                                                                | Qual. Mondiali 2026                                                     | -                                                                       | 83’                                                                     |
| 1-1-2024                                                                | Tokyo                                                                   | Giappone                                                                | 5 – 0                                                                   | Thailandia                                                              | Amichevole                                                              | 1                                                                       | 79’                                                                     |
| 21-3-2024                                                               | Tokyo                                                                   | Giappone                                                                | 1 – 0                                                                   | Corea del Nord                                                          | Qual. Mondiali 2026                                                     | 1                                                                       |                                                                         |
| 11-6-2024                                                               | Hiroshima                                                               | Giappone                                                                | 5 – 0                                                                   | Siria                                                                   | Qual. Mondiali 2026                                                     | -                                                                       | 73’                                                                     |
| 5-9-2024                                                                | Saitama                                                                 | Giappone                                                                | 7 – 0                                                                   | Cina                                                                    | Qual. Mondiali 2026                                                     | -                                                                       | 71’                                                                     |
| 15-10-2024                                                              | Saitama                                                                 | Giappone                                                                | 1 – 1                                                                   | Australia                                                               | Qual. Mondiali 2026                                                     | -                                                                       |                                                                         |
| 19-11-2024                                                              | Xiamen                                                                  | Cina                                                                    | 1 – 3                                                                   | Giappone                                                                | Qual. Mondiali 2026                                                     | -                                                                       |                                                                         |
| 20-3-2025                                                               | Saitama                                                                 | Giappone                                                                | 2 – 0                                                                   | Bahrein                                                                 | Qual. Mondiali 2026                                                     | -                                                                       | 46’                                                                     |
| 25-3-2025                                                               | Saitama                                                                 | Giappone                                                                | 0 – 0                                                                   | Arabia Saudita                                                          | Qual. Mondiali 2026                                                     | -                                                                       |                                                                         |
| Totale                                                                  |                                                                         | Presenze                                                                | 32                                                                      |                                                                         | Reti                                                                    | 8                                                                       |                                                                         |

| Cronologia completa delle presenze e delle reti in nazionale ― Giappone Olimpica | Cronologia completa delle presenze e delle reti in nazionale ― Giappone Olimpica | Cronologia completa delle presenze e delle reti in nazionale ― Giappone Olimpica | Cronologia completa delle presenze e delle reti in nazionale ― Giappone Olimpica | Cronologia completa delle presenze e delle reti in nazionale ― Giappone Olimpica | Cronologia completa delle presenze e delle reti in nazionale ― Giappone Olimpica | Cronologia completa delle presenze e delle reti in nazionale ― Giappone Olimpica | Cronologia completa delle presenze e delle reti in nazionale ― Giappone Olimpica |
| Data                                                                             | Città                                                                            | In casa                                                                          | Risultato                                                                        | Ospiti                                                                           | Competizione                                                                     | Reti                                                                             | Note                                                                             |
| -------------------------------------------------------------------------------- | -------------------------------------------------------------------------------- | -------------------------------------------------------------------------------- | -------------------------------------------------------------------------------- | -------------------------------------------------------------------------------- | -------------------------------------------------------------------------------- | -------------------------------------------------------------------------------- | -------------------------------------------------------------------------------- |
| 22-7-2021                                                                        | Chōfu                                                                            | Giappone                                                                         | 1 – 0                                                                            | Sudafrica                                                                        | Olimpiadi 2020 - 1º turno                                                        | -                                                                                |                                                                                  |
| 25-7-2021                                                                        | Saitama                                                                          | Giappone                                                                         | 2 – 1                                                                            | Messico                                                                          | Olimpiadi 2020 - 1º turno                                                        | -                                                                                | 48’                                                                              |
| 28-7-2021                                                                        | Yokohama                                                                         | Francia                                                                          | 0 – 4                                                                            | Giappone                                                                         | Olimpiadi 2020 - 1º turno                                                        | -                                                                                | 80’                                                                              |
| 31-7-2021                                                                        | Kashima                                                                          | Giappone                                                                         | 0 – 0 dts (4 – 2 dtr)                                                            | Nuova Zelanda                                                                    | Olimpiadi 2020 - Quarti di finale                                                | -                                                                                | 90’                                                                              |
| 3-8-2021                                                                         | Saitama                                                                          | Giappone                                                                         | 0 – 1 dts                                                                        | Spagna                                                                           | Olimpiadi 2020 - Semifinale                                                      | -                                                                                | 118’                                                                             |
| 6-8-2021                                                                         | Saitama                                                                          | Messico                                                                          | 3 – 1                                                                            | Giappone                                                                         | Olimpiadi 2020 - Finale 3º posto                                                 | -                                                                                | 71’                                                                              |
| Totale                                                                           |                                                                                  | Presenze                                                                         | 6                                                                                |                                                                                  | Reti                                                                             | 0                                                                                |                                                                                  |

| Cronologia completa delle presenze e delle reti in nazionale ― Giappone under 23 | Cronologia completa delle presenze e delle reti in nazionale ― Giappone under 23 | Cronologia completa delle presenze e delle reti in nazionale ― Giappone under 23 | Cronologia completa delle presenze e delle reti in nazionale ― Giappone under 23 | Cronologia completa delle presenze e delle reti in nazionale ― Giappone under 23 | Cronologia completa delle presenze e delle reti in nazionale ― Giappone under 23 | Cronologia completa delle presenze e delle reti in nazionale ― Giappone under 23 | Cronologia completa delle presenze e delle reti in nazionale ― Giappone under 23 |
| Data                                                                             | Città                                                                            | In casa                                                                          | Risultato                                                                        | Ospiti                                                                           | Competizione                                                                     | Reti                                                                             | Note                                                                             |
| -------------------------------------------------------------------------------- | -------------------------------------------------------------------------------- | -------------------------------------------------------------------------------- | -------------------------------------------------------------------------------- | -------------------------------------------------------------------------------- | -------------------------------------------------------------------------------- | -------------------------------------------------------------------------------- | -------------------------------------------------------------------------------- |
| 1-6-2019                                                                         | Aubagne                                                                          | Inghilterra under 23                                                             | 1 – 2                                                                            | Giappone under 23                                                                | Torneo di Tolone 2019 - 1º turno                                                 | -                                                                                |                                                                                  |
| 7-6-2019                                                                         | Fos-sur-Mer                                                                      | Portogallo under 23                                                              | 1 – 0                                                                            | Giappone under 23                                                                | Torneo di Tolone 2019 - 1º turno                                                 | -                                                                                |                                                                                  |
| 12-6-2019                                                                        | Aubagne                                                                          | Giappone under 23                                                                | 2 – 2 dts (5 – 4 dtr)                                                            | Messico under 23                                                                 | Torneo di Tolone 2019 - Semifinale                                               | -                                                                                |                                                                                  |
| 15-6-2019                                                                        | Salon-de-Provence                                                                | Brasile under 23                                                                 | 1 – 1 dts (5 – 4 dtr)                                                            | Giappone under 23                                                                | Torneo di Tolone 2019 - Finale                                                   | -                                                                                |                                                                                  |
| 6-9-2019                                                                         | Celaya                                                                           | Messico under 23                                                                 | 0 – 0                                                                            | Giappone under 23                                                                | Amichevole                                                                       | -                                                                                | 46’                                                                              |
| 9-9-2019                                                                         | Chula Vista                                                                      | Stati Uniti under 23                                                             | 2 – 0                                                                            | Giappone under 23                                                                | Amichevole                                                                       | -                                                                                | 46’                                                                              |
| 14-10-2019                                                                       | Recife                                                                           | Brasile under 23                                                                 | 2 – 3                                                                            | Giappone under 23                                                                | -                                                                                | 2                                                                                |                                                                                  |
| 9-1-2020                                                                         | Rangsit                                                                          | Giappone under 23                                                                | 1 – 2                                                                            | Arabia Saudita under 23                                                          | Coppa d'Asia AFC Under-23 2020                                                   | -                                                                                | 90+3’                                                                            |
| 15-1-2020                                                                        | Bangkok                                                                          | Qatar under 23                                                                   | 1 – 1                                                                            | Giappone under 23                                                                | Coppa d'Asia AFC Under-23 2020                                                   | -                                                                                | 45+4’                                                                            |
| 29-3-2021                                                                        | Kitakyūshū                                                                       | Giappone under 23                                                                | 3 – 0                                                                            | Argentina under 23                                                               | Amichevole                                                                       | -                                                                                |                                                                                  |
| 5-6-2021                                                                         | Fukuoka                                                                          | Giappone under 23                                                                | 6 – 0                                                                            | Ghana under 23                                                                   | Amichevole                                                                       | -                                                                                |                                                                                  |
| 12-6-2021                                                                        | Toyota                                                                           | Giappone under 23                                                                | 4 – 0                                                                            | Giamaica under 23                                                                | Amichevole                                                                       | -                                                                                |                                                                                  |
| 12-7-2021                                                                        | Ōsaka                                                                            | Giappone under 23                                                                | 3 – 1                                                                            | Honduras under 23                                                                | Amichevole                                                                       | -                                                                                | 63’                                                                              |
| 17-7-2021                                                                        | Kōbe                                                                             | Giappone under 23                                                                | 1 – 1                                                                            | Spagna under 23                                                                  | Amichevole                                                                       | -                                                                                | 46’                                                                              |
| Totale                                                                           |                                                                                  | Presenze                                                                         | 14                                                                               |                                                                                  | Reti                                                                             | 2                                                                                |                                                                                  |

## Palmarès

### Club
- J1 League: 3

Kawasaki Frontale: 2017, 2018, 2020
- Coppa J. League: 1

Kawasaki Frontale: 2019
- Supercoppa del Giappone: 2

Kawasaki Frontale: 2019, 2021
- Coppa dell'Imperatore: 1

Kawasaki Frontale: 2020
- Campionato inglese di seconda divisione: 1

Leeds Utd: 2024-2025

### Individuale
- Miglior giovane della J.League: 1

2019